# Tom Austen
Tom Austen, pseudonimo di Thomas Michael Carter (Hampshire, 15 settembre 1987), è un attore britannico conosciuto per aver interpretato Jasper Frost in The Royals e Guy Hopkins nella serie poliziesca Grantchester.

## Biografia
Thomas Michael Carter è nato nello stato dell’Hampshire, ma è cresciuto a Taunton, nel Somerset. Ha frequentato il Queen's College, a Taunton, dove ha sviluppato interesse per la recitazione ed è stato incoraggiato ad iscriversi nel 2006 al corso di due anni presso la Giuldhall School of Music and Drama. Dopo diversi ruoli secondari, nel 2013 è stato scelto per interpretare uno dei personaggi principali nella serie Jo della TF1. Dal 2015 al 2018 ha interpretato Jasper Frost, una delle guardie del corpo della famiglia reale e fidanzato della principessa Eleanor, con cui avrà una travolgente e passionale relazione, nella serie televisiva The Royals.

## Filmografia

### Cinema
- Method (2004)
- Bright Star, regia di Jane Campion (2009)
- Brighton Rock, regia di Rowan Joffé (2011)
- Ironclad 2: Battle for Blood, regia di Jonathan English (2013)
- Raccolto amaro (Bitter Harvest), regia di George Mendeluk (2017)

### Televisione
- Satisfaction – serie TV (2007)
- Shameless – serie TV, episodio 7x16 (2010)
- Doctors – serial TV, 1 puntata (2011)
- Beaver Falls – serie TV, 6 episodi (2012)
- I Borgia (The Borgias) – serie TV, 4 episodi (2012)
- Misfit – serie TV, episodio 4x04 (2012)
- Poirot (Agatha Christie's Poirot) – serie TV, episodio 13x04 (2013)
- Jo – serie TV, 8 episodi (2013)
- Grantchester – serie TV, 11 episodi (2014-2017)
- The Royals – serie TV, 40 episodi (2015-2018)
- Helstrom – serie TV, 10 episodi (2020)
- The Bold Type – serie TV, 3 episodi (2020)
- Django – miniserie TV, 8 puntate (2023)

## Teatro
- Romeo e Giulietta (Romeo)
- Giulio Cesare (Marullus)
- Entertaining Mr. Sloane (Sloane)
- Damn Yankees! (Van Buren)
- The Man Owen (Autista)
- The Real Thing (Billy)
- Onassis (Alex)

## Doppiatori italiani
Nelle versioni in italiano delle opere in cui ha recitato, Tom Austen è stato doppiato da:
- Marco Vivio in Jo, The Royals, Django
- Federico Zanandrea ne I Borgia
- Edoardo Stoppacciaro in Helstrom